# Chiesa di Sant'Agnese (Olginate)
La chiesa prepositurale di Sant'Agnese è la parrocchiale di Olginate, in provincia di Lecco ed arcidiocesi di Milano; fa parte del decanato di Lecco.

## Storia
La parrocchia del borgo, compresa nella pieve foraniale garlatese, fu eretta dall'arcivescovo di Milano Carlo Borromeo nel 1566, con sede nella chiesetta di Santa Margherita; otto anni dopo, tuttavia, il presule trasferì il titolo prepositurale ad Olginate e si decise di costruire la nuova pieve.
Tuttavia, a causa di un'epidemia di peste che imperversò nel biennio 1576-77, la prima pietra poté essere posta solo il 16 settembre 1579; l'edificio venne concluso nel 1585, anche se i lavori di decorazione furono ultimati alcuni decenni dopo.
Nel 1644 la chiesa fu interessata da un intervento di rifacimento in occasione del quale la pianta venne ruotata di 180 gradi; tra il 1745 e il 1769 si provvide a realizzare le volte e a innalzate di due metri il tetto.
Intanto, nel 1754 l'arcivescovo Giuseppe Pozzobonelli, giunto ad Olginate durante la sua visita pastorale, aveva trovato che nella parrocchiale, la quale aveva come filiali gli oratori di San Carlo a Villa e di Santa Margherita, avevano sede le confraternite del Santissimo Sacramento, dell'Assunzione della Beata Maria Vergine, del Rosario e della Santa Croce e che i fedeli ammontavano a 1165.
Successivamente, nel 1787 le parrocchie di Calolzio, Carenno, Castelrossino, Erve, Lorentino, Somasca e Vercurago, già dipendenti dalla pieve olginatese, vennero aggregate alla diocesi di Bergamo.
Nel 1840 l'interno dell'edificio fu rimaneggiato; dalla relazione della visita pastorale del 1899 dell'arcivescovo Andrea Carlo Ferrari s'apprende che il numero dei fedeli era pari a 3200 e che nella pieve aveva sede la sola confraternita del Santissimo Sacramento.
Tra il 1903 e il 1904 si procedette al rifacimento della facciata su progetto dei bergamaschi Elia Fornoni e Antonio Piccinelli; il 9 maggio 1909 il già citato arcivescovo Ferrari consacrò la chiesa.
Nel 1971 fu soppresso il vicariato di Olginate, a capo del quale sin all'epoca post-tridentina vi era la chiesa di Sant'Agnese, e quest'ultima passò al decanato di Lecco.

## Descrizione

### Esterno
La facciata della chiesa, rivolta a levate, si compone di un corpo centrale, scandito da quattro lesene, sorgenti la trabeazione e il timpano triangolare, e caratterizzato sopra da due nicchie e da un riquadro e sotto da tre archi a tutto sesto sorretti da colonne tramite i quali si accede agli ingressi, e di due ali laterali in pietra.
Annesso alla pieve è il campanile in pietra a base quadrata, suddiviso in più registri da cornici marcapiano; la cella presenta su ogni lato una monofora ed è coronata dalla cupoletta poggiante sul tamburo ottagonale.

### Interno
L'interno dell'edificio si compone di un'unica navata a pianta rettangolare su cui s'aprono otto cappelle laterali; al termine dell'aula si sviluppa il presbiterio, a sua volta chiuso dall'abside semicircolare. 
Qui sono conservate diverse opere di pregio, tra cui il medaglione con soggetto il Battesimo di Cristo, eseguito da Luigi Gabizzi nel 1896, i dipinti dei Sette Dolori, realizzati da Casimiro Radice, autore pure dei tondi ritraenti i Misteri del Rosario e della pala con il Martirio di Sant'Agnese, l'altare laterale del Sacro Cuore di Gesù, costruito nel 1902, le due tele raffiguranti santa Margherita e San Carlo, dipinte all'inizio del XX secolo da Umberto Marigliani, e il quadro avete come soggetto il beato Carlo Andrea Ferrari, eseguito da Felicita Favero Fenaroli.